# بطاقة حب
بطاقة حب هي الأغنية التي شارك بها المغرب في مسابقة الأغنية الأوروبية سنة 1980، وأدتها سميرة سعيد بالعربية. والأغنية بارزة في تاريخ مسابقة الأغنية الأوروبية كونها كانت أول مرة شارك فيها المغرب بهذه المسابقة وكذالك المرة الوحيدة إلى اليوم. وكانت أيضا أول مشاركة والوحيدة حتى الآن التي تمت تاديتها كاملة باللغة العربية، لتمثل القارة الإفريقية الجيوساسية (مالطا جغرافيا هي جزء من الصفيحة الأفريقية وجيوسياسيا هي جزء من أوروبا) وتمثل العالم العربي.
والسبب في هذه المشاركة هو أن الدخول إلى مسابقة الأغنية الأوروبية مفتوح أمام جميع أعضاء اتحاد البث الأوروبي، وهي مجموعة تضم دولا في شمال أفريقيا والشرق الأوسط. في الواقع، كانت تونس تعتزم التنافس في مسابقة الأغنية الأوروبية 1977، وكانت ستكون هي الأولى لو لم يتم سحبها مسبقا. وفي وقت لاحق، كان لبنان ينوي أيضا التنافس في عام 2005، وقد اختار وسجل أغنية قبل أن يسحبها لكونه غير قادر على ضمان بث المشاركة الإسرائيلية، وهي خطوة فرضت غرامة وحظرا من المسابقة حتى عام 2009.
الأغنية نفسها ذات إيقاع سريع، مع تأثيرات واضحة من الديسكو الغربي ولكن بنغمات عربية. وتغني فيها سميرة عن الحاجة إلى السلام بين أمم العالم، واضعة دور «أطفال العالم» من أجل وصف رؤية لمجتمع خال من الحروب، خال من الكراهية، وفيه «الحياة مليئة بالسلام الآن».
تم تأدية الأغنية خامسة في الليل. وفي ختام التصويت، حصلت على 7 نقاط، وجميعها من إيطاليا، مما وضعها في المركز الثامن عشر من 19 - ما قبل فنلندا التي جاءت في المركز الأخير.
وبسبب المركز السيئ، قرر الملك الحسن الثاني ملك المغرب آنذاك أن البلد لن يعود للمشاركة في السنوات اللاحقة. بالإضافة إلى وجود إسرائيل في المسابقة (إسرائيل لم تشارك في نسخة 1980، التي كانت مؤهلة لاستضافتها، كونها جاءت في ليلة عيد الميلاد الإسرائيلي)، ومن غير المرجح أن هناك أي مشاركات مغربية أخرى قادمة.
ولم تؤثر النتيجة على مسيرة سميرة، حيث أصبحت نجمة غنائية رائدة في العالم العربي.